# Karol I Ludwik
Karol I Ludwik, niem. Karl I. Ludwig (ur. 22 grudnia 1617 w Heidelbergu, zm. 28 sierpnia 1680 w Edingen-Neckarhausen) – hrabia-palatyn reński i elektor Rzeszy w 1648–1680, z dynastii Wittelsbachów.
Drugi syn Fryderyka V „Zimowego króla“ i Elżbiety Stuart, księżniczki szkockiej. Jego dziadkami byli elektor Palatynatu Reńskiego Fryderyk IV Wittelsbach i Luiza Julianna Orańska oraz król Anglii Jakub I Stuart i Anna Oldenburg.
Po śmierci swojego starszego brata w 1629 roku oraz swojego ojca w 1632 roku odziedziczyć powinien tytuł elektora Palatynatu Reńskiego oraz ziemie do niego należące. Jednak wskutek polityki swojego ojca tytuł elektorski przeszedł w ręce księcia Bawarii, zaś ziemie zajęły wojska cesarza Ferdynanda II. Karol Ludwik wraz z braćmi przebywał na dworze swojego wuja w Anglii. Próbował tam zdobyć poparcie dla swoich planów odzyskania Palatynatu, jednak w obliczu wybuchu wojny domowej zrezygnował z tego i wyjechał do swojej matki do Hagi. Wrócił do Anglii w 1644 na zaproszenie Parlamentu i zamieszkał w Pałacu Whitehall. Jego zachowanie zostało odczytane jako poparcie dla Parlamentarzystów, tym bardziej że jego bracia Rupert i Maurycy walczyli po stronie rojalistów. Karol Ludwik powrócił do Anglii w 1648 roku, kiedy w wyniku pokoju westfalskiego odzyskał tytuł i ziemie. Przebywał tam wystarczająco długo, aby zobaczyć egzekucję Karola I.
Powrócił do zniszczonego Palatynatu jesienią 1649 roku. Przez trzydzieści lat panowania odbudowywał swoje terytorium. W polityce zagranicznej zwrócił się w stronę Francji, wydał swoją córkę Elżbietę za brata króla Francji Ludwika XIV – Filipa I księcia Orleanu.
22 lutego 1650 w Kassel ożenił się z Charlottą Hessen-Kassel, córką landgrafa Hesji-Kassel Wilhelma V i Amalii Elżbiety Hanau-Münzenberg. Para miała troje dzieci:
1. Karola (1651–1685) – elektora Palatynatu Reńskiego
2. Elżbietę (1652–1722) – żonę Filipa I, księcia Orleanu
3. Fryderyka (1653)

Rozwiódł się z Charlottą i 6 stycznia 1658 ożenił się z Marią Ludwiką Degenfeld (1634–1677), córką właściciela ziemskiego i dowódcy wojskowego Christopha Martina (1599–1653) oraz jego żony Anny Marii Adelmann (1610–1651). Małżeństwo uznano za morganatyczne. Para miała liczne potomstwo:
1. Karol Ludwik (1658–1688)
2. Karolina (1659–1696)
3. Ludwika (1661-1733)
4. Ludwik (1662)
5. Amelia Elżbieta (1663-1709)
6. Jerzy Ludwik (1664-1665)
7. Fryderyka (1665-1674)
8. Fryderyk Wilhelm (1666-1667)
9. Karol Edward (1668-1690)
10. Zofia (1669)
11. Karol Maurycy (1671-1702)
12. Karol August (1672-1691)
13. Karol Kazimierz (1675-1691)

## Przodkowie
| Prapradziadkowie                           | elektor reński Fryderyk III (1515–1576) ∞1537 Maria Hohenzollernówna (1519–1567)               | landgraf Hesji Filip Wielkoduszny (1504–1567) ∞1748 Krystyna saska (1505–1549)                 | hr. Nassau Wilhelm (1487–1559) ∞ 1531 Julianna van Stolberg (1506–1580)                        | Ludwik, ks. Montpensier (1513–1582) ∞ 1538 Jakobina de Longwy (1520–1561)                      | Mateusz Stuart, hrabia Lennox (1516–1571) ∞1544 Małgorzata Douglas (1515–1578)            | kr. Szkotów Jakub V (1512–1542) ∞1538 Maria de Guise (1515–1560)                          | kr. Danii i Norwegii Chrystian III (1503–1559) ∞1525 Dorota saska (1511–1571)             | ks. Meklemburgii-Güstrow Ulryk III (1527–1603) ∞1556 Elżbieta duńska (1524–1586)          |
| Pradziadkowie                              | elektor reński Ludwik VI (1539–1583) ∞1560 Elżbieta heska (1539–1582)                          | elektor reński Ludwik VI (1539–1583) ∞1560 Elżbieta heska (1539–1582)                          | Stadhouder Niderlandów Wilhelm I Milczący (1533–1584) ∞1575 Karolina Burbon (1546–1582)        | Stadhouder Niderlandów Wilhelm I Milczący (1533–1584) ∞1575 Karolina Burbon (1546–1582)        | Henryk Stuart, ks. Albany (1545–1567) ∞1565 kr. Szkotów Maria I (1542–1587)               | Henryk Stuart, ks. Albany (1545–1567) ∞1565 kr. Szkotów Maria I (1542–1587)               | kr. Danii i Norwegii Fryderyk II (1534–1588) ∞1572 Zofia meklemburska (1557–1631)         | kr. Danii i Norwegii Fryderyk II (1534–1588) ∞1572 Zofia meklemburska (1557–1631)         |
| Dziadkowie                                 | elektor reński Fryderyk IV Sprawiedliwy (1574–1610) ∞1593 Ludwika Julianna orańska (1576–1644) | elektor reński Fryderyk IV Sprawiedliwy (1574–1610) ∞1593 Ludwika Julianna orańska (1576–1644) | elektor reński Fryderyk IV Sprawiedliwy (1574–1610) ∞1593 Ludwika Julianna orańska (1576–1644) | elektor reński Fryderyk IV Sprawiedliwy (1574–1610) ∞1593 Ludwika Julianna orańska (1576–1644) | kr. Anglii, Szkocji i Irlandii Jakub I (1566–1625) ∞1589 Anna duńska (1574–1519)          | kr. Anglii, Szkocji i Irlandii Jakub I (1566–1625) ∞1589 Anna duńska (1574–1519)          | kr. Anglii, Szkocji i Irlandii Jakub I (1566–1625) ∞1589 Anna duńska (1574–1519)          | kr. Anglii, Szkocji i Irlandii Jakub I (1566–1625) ∞1589 Anna duńska (1574–1519)          |
| Rodzice                                    | elektor reński, kr. Czech Fryderyk V Zimowy (1596–1632) ∞1613 Elżbieta Stuart (1596–1662)      | elektor reński, kr. Czech Fryderyk V Zimowy (1596–1632) ∞1613 Elżbieta Stuart (1596–1662)      | elektor reński, kr. Czech Fryderyk V Zimowy (1596–1632) ∞1613 Elżbieta Stuart (1596–1662)      | elektor reński, kr. Czech Fryderyk V Zimowy (1596–1632) ∞1613 Elżbieta Stuart (1596–1662)      | elektor reński, kr. Czech Fryderyk V Zimowy (1596–1632) ∞1613 Elżbieta Stuart (1596–1662) | elektor reński, kr. Czech Fryderyk V Zimowy (1596–1632) ∞1613 Elżbieta Stuart (1596–1662) | elektor reński, kr. Czech Fryderyk V Zimowy (1596–1632) ∞1613 Elżbieta Stuart (1596–1662) | elektor reński, kr. Czech Fryderyk V Zimowy (1596–1632) ∞1613 Elżbieta Stuart (1596–1662) |
| Karol I Ludwik (1617–1680), elektor reński |                                                                                                |                                                                                                |                                                                                                |                                                                                                |                                                                                           |                                                                                           |                                                                                           |                                                                                           |